# Wari czarno-biały
Wari czarno-biały, lemur wari (Varecia variegata) – gatunek ssaka naczelnego z rodziny lemurowatych (Lemuridae), której jest największym przedstawicielem. Prawdopodobnie jest to jedyny gatunek naczelnych budujący gniazda wyłącznie na czas porodu i pierwszych tygodni opieki nad młodymi.

## Budowa

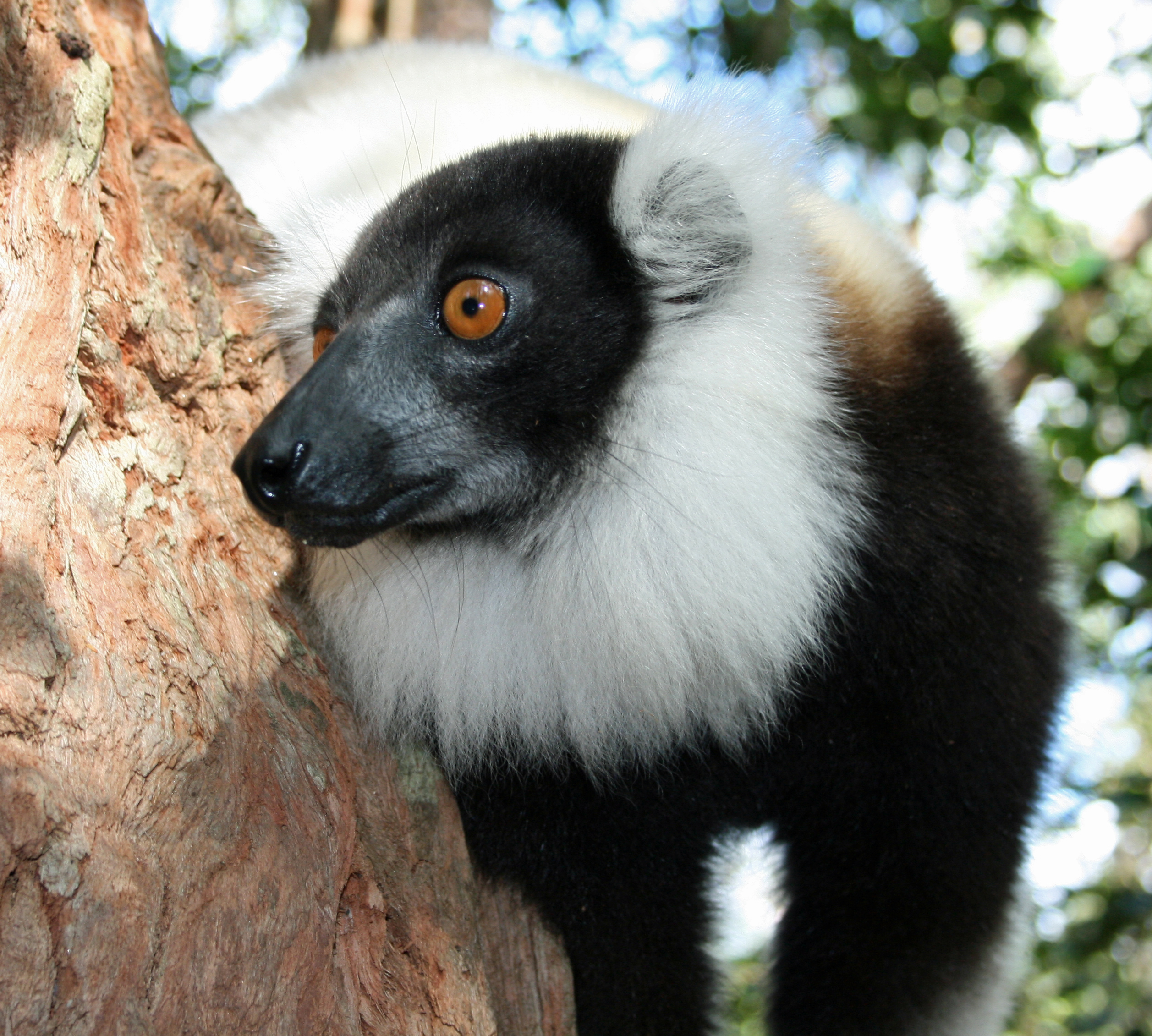
Bursztynowe oczy odróżniają się od czarno-białego umaszczenia

Wari są największymi z lemurowatych. Długość ciała (bez ogona) wynosi 45 cm, długość ogona 60–61 cm; masa ciała samic 3,7 kg, samców 3,6 kg. Pomiędzy podgatunkami obserwuje się niewielkie, ale istotne różnice pod względem długości ogona i masy ciała. Największy jest V. v. editorum, podczas gdy najmniejszy V. v. subcincta. Mniejsze rozmiary osiąga też populacja introdukowana na wyspę Nosy Mangabe, co autorzy tłumaczą przyczynami ekologicznymi. Samce i samice nie przedstawiają wielkich różnic w rozmiarze ciała poza nieznacznie dłuższym ogonem samic.
Wari czarno-biały, podobnie jak wszystkie lemurowate, ma 36 zębów i wyspecjalizowany ich układ w żuchwie w postaci grzebienia zębowego. Oczy mają barwę żółtą bądź bursztynową.
Ciało zwierzęcia pokrywa puszyste futro barwy biało-czarnej, zgodnie z nazwą gatunkową zwierzęcia. Badacze podkreślają jednak wielką zmienność ubarwienia wari czarno-białego, wyróżniając kilka form, niektóre wiążąc z odrębnymi podgatunkami.
Grzbiet jest zazwyczaj biały u osobników z południa, z czernią ograniczającą się do ramion i boków zwierzęcia. Im bardziej na północ, tym bardziej na grzbiecie wari czarno-białego pojawia się czarny kolor. Pozostawia on jednak biały pas na grzbiecie, białe boki oraz białe przedramiona. Podgatunek nominatywny ma czarne futro na czole i w okolicy okołooczodołowej, na szczycie głowy, na brzuchu i ogonie, na ramionach; dystalnych i wewnętrznych częściach kończyn. Grzbiet i boki ciała aż do zadu są białe, tak jak i większych kończyn dolnych, ponadto biały i gruby pas przebiega pośrodkowo grzbietem. Nie występuje on u gatunku południowego, acz występują formy pośrednie. U południowego podgatunku V. v. editorum czarna barwa pokrywa czoło i okolicę okołooczodołową, szczyt głowy, brzuch, ogon, dystalne i wewnętrzne części kończyn. Na grzbiecie sięga przedniej jego części. Dalsza część grzbietu jest już biała, jak i boki ciała, zad oraz zewnętrzne części kończyn. Oba rzeczone podgatunki łączy puszyste futro, długi a bujny ogon oraz długie, grube białe włosy okalające uszy. Z kolei podgatunek północny cechuje się grzbietem w większości czarnym, na którym biegnie biały pas. Czerń znajduje się także na czole, w okolicy okołooczodołowej, na szczycie głowy, brzuchu, ogonie, wewnętrznych częściach kończyn i na ich krańcach. Biel dostrzec można na zewnętrznych stronach kończyn oraz u podstawy ogona. Z żadnym podgatunkiem nie wiąże się forma ubarwienia opisana dotychczas u pojedynczego osobnika z południowej części zasięgu występowania zwierzęcia. Osobnik ten był ciemnobrązowy, z dwiema bocznymi plamami. Inny, niepasujący do żadnej formy związanej z konkretnym podgatunkiem osobnik, miał cały grzbiet biały. Pochodził on z południowego wschodu Madagaskaru.

## Genetyka
Badania mtDNA wskazały odrębność haplotypów wari rudego od tych opisanych u wari czarno-białego. Badania ucierpiałej w wyniku cyklonu populacji z Manombo wykazały odchylenia od równowagi Hardy'ego-Weinberga na korzyść homozygot, generalnie jednak nie przedstawiały istotnych różnic w porównaniu z innymi populacjami.

## Systematyka

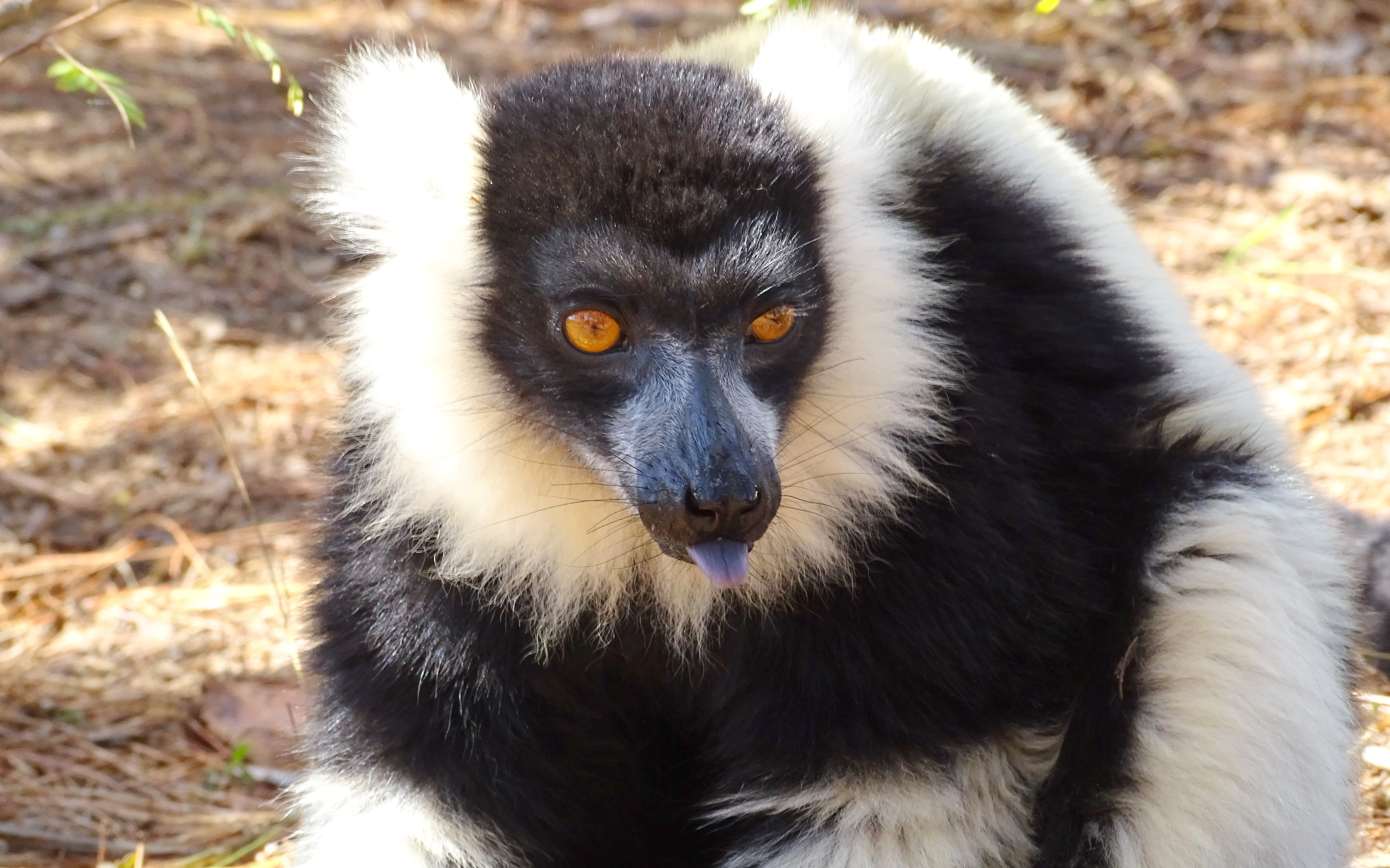
Varecia variegata variegata, okolice Antananarywy

Gatunek po raz pierwszy naukowo opisał w 1792 roku angielski przyrodnik Robert Kerr, nadając mu nazwę Lemur macaco variegata. Miejsce typowe to Madagaskar. Kerr swój opis oparł o rycinę de Buffona, który najwyraźniej widział to zwierzę żywe.
Rodzaj wari zalicza się – obok czterech innych współczesnych rodzajów – do rodziny lemurowatych. Pozostałe to: prolemur, maki, lemur i lemuria. Rodzaj lemur w przeszłości obejmował również dzisiejsze wari, aczkolwiek w 1978 von Hagen przeniósł je do innej rodziny – indrisowatych, obejmującej sifaki, indrisa i awahi. Rzeczona propozycja nie spotkała się z dużym uznaniem. W 1994 roku Macedonia i Stanger uznali wari za klad siostrzany kladu obejmującego lemurowate (w dzisiejszym rozumieniu pozostałe lemurowate) i indrisowate, opierając się na badaniach komunikacji. Jeszcze dalej poszła Stanger-Hall w 1997 roku, w ogóle wyłączając wari z Lemuroidea. Późniejsi autorzy nie wsparli i tego pomysłu, wracając do klasyfikacji wari w rodzinie lemurowatych, w odrębnym rodzaju. Przez dłuższy czas był doń zaliczany pojedynczy gatunek, dzielony na dwa podgatunki. Później uznano każdy z nich za osobny gatunek; drugim prócz wari czarno-białego przedstawicielem tego rodzaju jest wari rudy.
Kolorystyka V. variegata jest niezwykle zmienna; można zidentyfikować kilka głównych wzorców, z których kilka może być wystarczająco wyraźnych, aby mogły być ważnymi podgatunkami. Osobniki, ze wzorem umaszczenia podgatunku nominatywnego variegata, są również znajdowane daleko w głąb zasięgu występowania podgatunku editorum. Jeśli istnieje rzeczywista specjacja sympatryczna, mogą one wymagać uznania za pełnoprawne gatunki, chyba że uniemożliwi to zbyt duża obserwowana zmienność. Zachodzi potrzeba dalszych badań. Autorzy Illustrated Checklist of the Mammals of the World rozpoznają trzy podgatunki. Podstawowe dane taksonomiczne podgatunków (oprócz nominatywnego) przedstawia poniższa tabelka:
| Podgatunek      | Oryginalna nazwa          | Autor i rok opisu | Miejsce typowe |
| --------------- | ------------------------- | ----------------- | -------------- |
| V. v. editorum  | Lemur variegatus editorum | Osman Hill, 1953  | Madagaskar.    |
| V. v. subcincta | Prosimia subcincta        | A. Smith, 1833    | Madagaskar.    |

Ostatni z wymienionych prawdopodobnie krzyżuje się z wari rudym u spływu rzek Vohimara i Antainambalana, aczkolwiek brakuje co do tego pewności. Ponadto populacje wymienionych trzech podgatunków przechodzą w siebie płynnie.
Z podziałem takim nie zgadza się IUCN, podnosząc badania autorstwa Baden et al. z 2014 roku, dotyczące mikrosatelitarnego DNA, wedle których jedynie podgatunek nominatywny i V. v. editorum zasługują na ten status, natomiast subscripta nie jest osobnym podgatunkiem.

### Etymologia

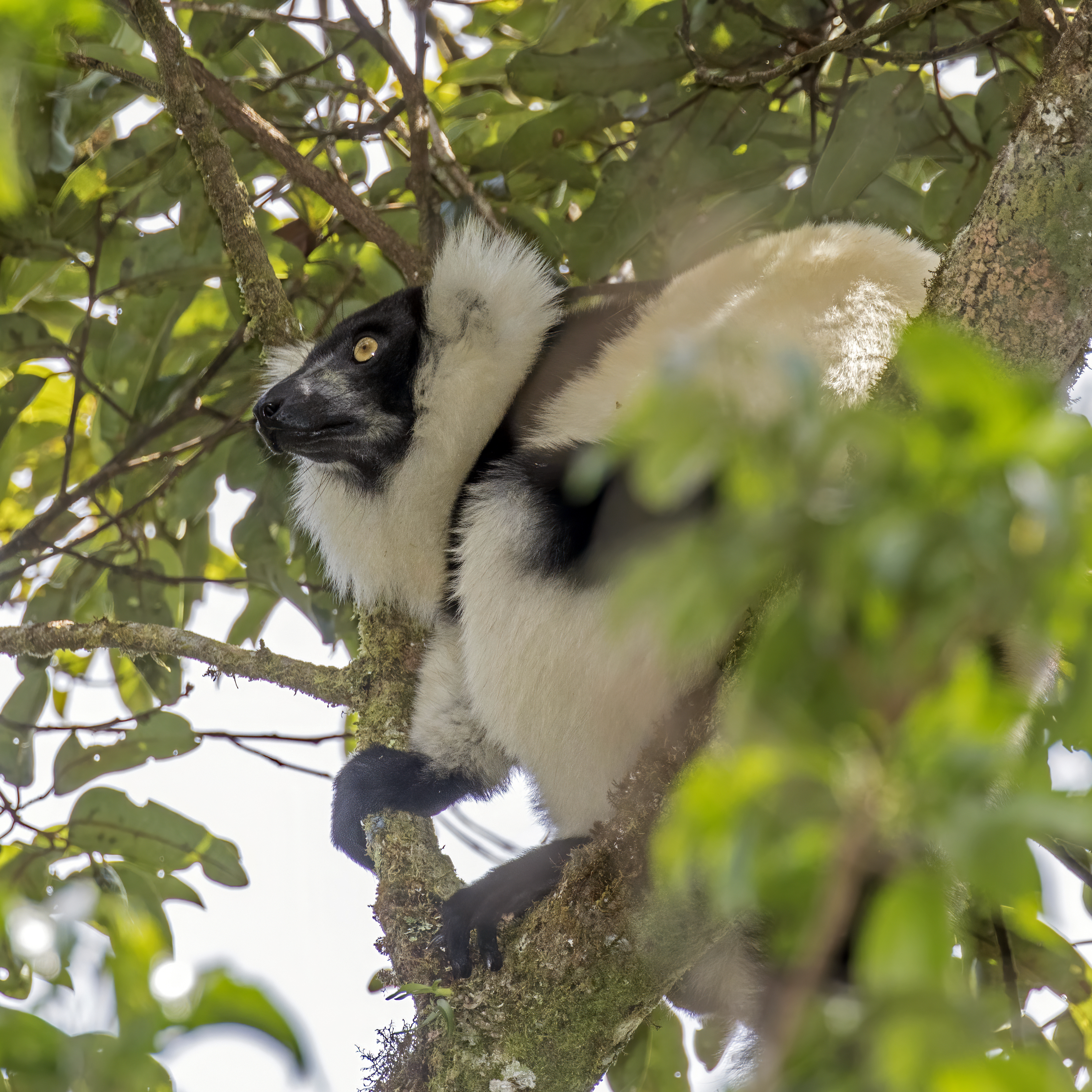
Samiec podgatunku V. v. editorum

- Varecia: malgaska nazwa vari lub varicossi dla wari czarno-białego zaadaptowana przez Buffona w 1765 roku[18]; Dunkel i współpracownicy (2012) sugerują, że nazwa mogła też pochodzić od malgaskiej nazwy „warck” dla wari lub podobnej wielkości lemurów[19].
- variegata: łac. variegatus „wielobarwny”, od variare „urozmaicać barwami”, od varius „różny, różnorodny”[20].
- subcincta: łac. sub „pod, blisko”[21]; cinctus „opasany, przepasany”, od cingere „otaczać, opasać”[22].

## Tryb życia
Zwierzę wiedzie dzienny tryb życia – ze szczytem aktywności wczesnym rankiem oraz późnym popołudniem, co wiąże się z polimorficznym trochromatyzmem. Aktywność może zależeć od pory roku, jak to obserwowano na Nosy Mangabe. Większa aktywność przypada na cieplejsze miesiące. 30% czasu poświęca żywieniu się. W czasach obfitości więcej odpoczywa i mniej podróżuje, spędza też czas w wyższych partiach drzew. W odróżnieniu od innych lemurowatych często zwisa z gałęzi chwytanej tylnymi kończynami.
Struktura grupy społecznej oraz zajmowany przez nią teren wykazują zmienność. Badania podgatunku południowego z Parku Narodowego Ranomafana i Specjalnego Rezerwatu Manombo wykazały monogamię i obszar zajmowany przez jedną grupę wynoszący 197 ha. Z kolei grupa z podgatunku północnego, obserwowana w Nosy Mangabe, cechowała się niestałym składem, rozdzielając się i łącząc naprzemiennie – liczyła do 16 naczelnych. Jej liczebność zależała od dostępności pokarmu. Kiedy owoców brakowało, grupa się dzieliła. W Nosy Mangabe wari czarno-biały osiąga większe niż na innych zbadanych terenach zagęszczenie, które oscyluje pomiędzy 29 a 43 osobnikami na 1 km². W Antanamalaza było to 10–15 zwierząt, a w Manombo 0,4–2,5.
Wari czarno-biały praktykuje poligamię. Rozród wykazuje zmienność rok do roku. Cykl płciowy samicy trwa 30 dni. Tylko podczas rui jej srom otwiera się, przez większość życia pozostając zamknięty, a okres płodności samicy w cyklu trwa zaledwie 1 dzień. Od maja do lipca samiec wykorzystuje sposobność kopulacji z samicą. Zachodzi ona w ciążę, która trwa od 99 do 106 dni. Poród następuje od września do początku listopada. Wari czarno-biały prawdopodobnie jest jedynym gatunkiem naczelnych, u których samica buduje gniazdo wyłącznie celem porodu i odchowu młodych. Nie ma ono skomplikowanej budowy, a tworzą je gałązki i liście, wyściela zaś futro samej matki, które wyrywa ona sobie z boków ciała. Samica zazwyczaj wydaje na świat 2–3 noworodki, aczkolwiek w niewoli obserwowano ich od 1 do 5. Zależność między licznością miotu a masą ciała samicy wskazuje na mniejsze liczebności miotów na wolności, jako że hodowane w niewoli samice są cięższe. Noworodek rozwinięty jest słabo, ważąc niespełna 100 g. Od początku ma jednak otwarte oczy barwy jasnoniebieskiej. Ubarwieniem nie różni się od osobników dorosłych. Rośnie szybko. Zmienia barwy oczu z niebieskiej na złotą w drugim tygodniu życia. Przez kilka pierwszych tygodni życia młode przebywają w zbudowanym przez matkę gnieździe. Pozostają w nim, kiedy matka opuszcza gniazdo celem pożywienia się. By zdobyć odpowiedni pokarm, musi ona przemierzać długie dystanse, zatem zabieranie ze sobą młodych nie bilansowałoby się energetycznie. Z czasem zaczyna zabierać je ze sobą, przenosząc w pysku za skórę boków ciała. Początkowo młode żywią się mlekiem matki, ssąc jej sutki. Podczas karmienia matka leży na młodych. W opiece nad dziećmi uczestniczą też inne osobniki danej grupy. Po czterech miesiącach życia młode osiąga ¾ masy dorosłego zwierzęcia. Samica osiąga dojrzałość płciową w wieku poniżej dwóch lat. Samcom zabiera to 3 lata. Pomiędzy porodami występuje odstęp jednego roku. Długość pokolenia to 6–7 lat. Długość życia w niewoli wynosi zazwyczaj około 35 lat.

## Rozmieszczenie geograficzne
Wari czarno-biały występuje na Madagaskarze, zamieszkując w zależności od podgatunku:
- V. variegata variegata – środkowo-wschodni Madagaskar, od rzeki Anove (między Soanierana Ivongo i Mananara) na południe do regionu na południe od Mananjary aż do rzek Manampatrana lub Mananara; obecnie zasięg występowania bardzo rozproszony.
- V. variegata editorum – środkowo-wschodni Madagaskar, zasięg rozciągający się bardzo fragmentarycznie od Parku Narodowego Mantadia na południe do nieco na południe od Mananjary; rozmieszczenie editorum i variegata wydają się pokrywać.
- V. variegata subcincta – północno-wschodni Madagaskar, od rzeki Antainambalana (region Maraontsetra) na południe do rzeki Anove (między Soanierana Ivongo i Mananara); dawniej na południe aż do regionu Toamasina. Introdukowany na Nosy Mangabe (Zatoka Antongila) w latach 30. XX wieku.

Gatunek występuje na wysokości od 3 do 1319 m nad poziomem morza. Zasięg występowania wynosi 99 202 km².

## Ekologia
Siedlisko podgatunku nominatywnego to wilgotne nizinne i górskie tropikalne madagaskarskie lasy, a raczej to, co z nich zostało po rabunkowym wylesianiu. Żyje on na terenach od poziomu morza do wysokości 1300 m. Podgatunek południowy zasiedla lasy nizinne bądź na średniej wysokości, żyjąc także w lasach wtórnych. Występuje na wysokości 1300 m nad poziomem morza. Podgatunek północny preferuje lasy nizinne. Jest to zwierzę nadrzewne.
Pożywienie wari czarno-białego stanowią w znacznej części dojrzałe owoce znacznej wielkości, w Ranomafana 74%. Nie gardzi on także liśćmi, kwiatami, nektarem i nasionami, jeśli są dostępne w danej porze roku. Korzysta z niewielkiej liczby gatunków drzew, w Ranomafana w czasie obfitości z 98 taksonów, w gorszych czasach z 70. Na liście przerzuca się w razie niedostępności owoców. W przeciwieństwie do niektórych indrisowatych, rozdrabniających zjadane nasiona, wari rozsiewa je. Dietę uzupełnia okazjonalnie glebą, choć zwykle żywi się na wysokości 11–20 m. Jedzeniu poświęca około 30% swego czasu.
W 2023 roku w ślinie podgatunku nominatywnego zidentyfikowano 3 różne wirusy brodawczaka.

## Zagrożenia i ochrona

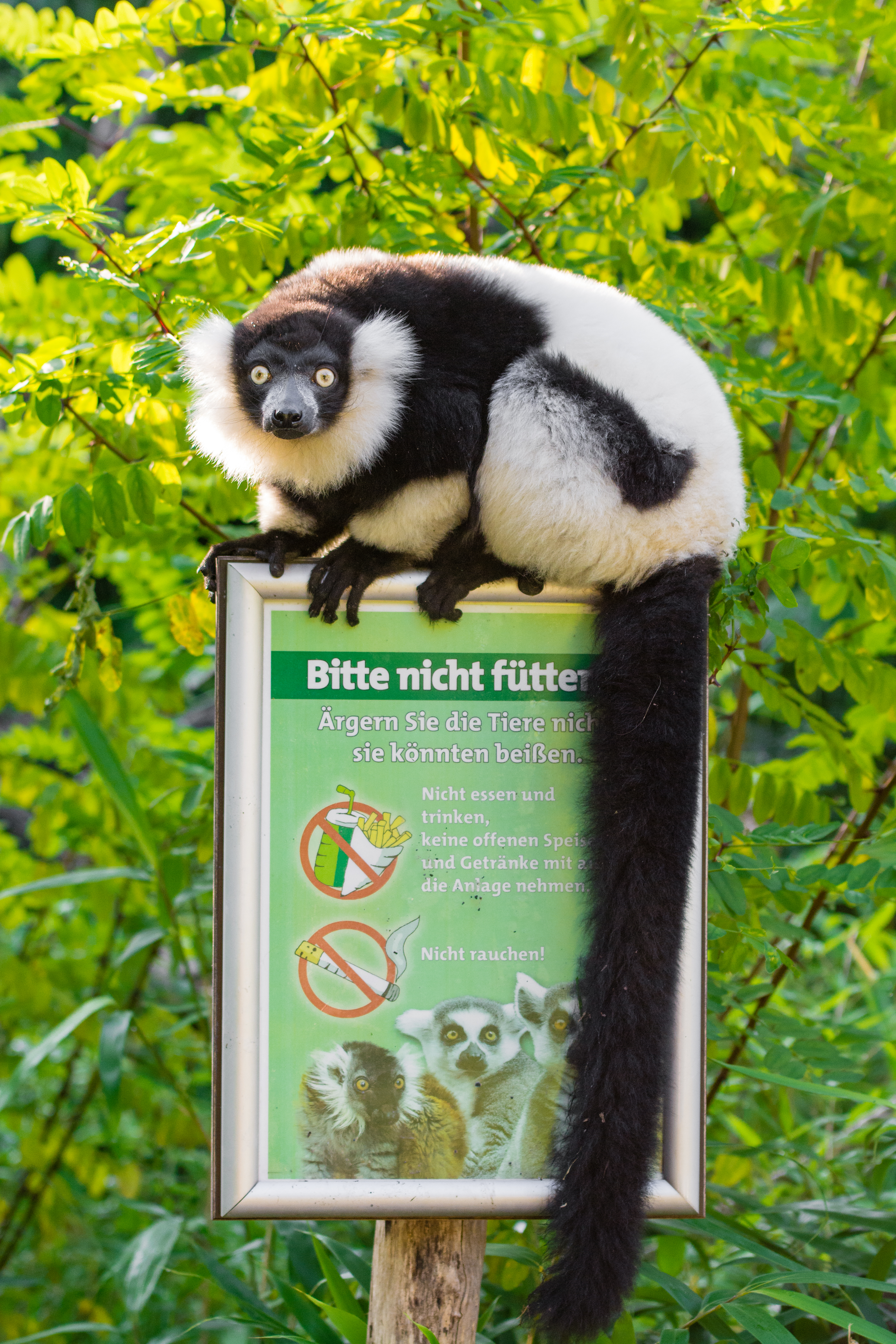
Wari czarno-biały bywa hodowany przez człowieka

Wari czarno-biały zdaje się być bardziej wrażliwy od sympatrycznych z nim innych lemurów na zmiany warunków środowiskowych.
IUCN po raz pierwszy dostrzegło istnienie gatunku w 1986 roku. Nie określono jeszcze wtedy statusu, podobnie jak 2 lata później. Za gatunek zagrożony wyginięciem uznano go w 1990 roku, co podtrzymano w roku 1994 i 1996. W 2008 roku klasyfikację zmieniono, stwierdzając, że wari czarno-biały jest gatunkiem krytycznie zagrożonym wyginięciem. Status ten podtrzymano w roku 2014 i w kolejnej ocenie w 2020 roku. IUCN uzasadnia taką klasyfikację spełnieniem kryteriów gatunku krytycznie zagrożonego, tzn. pięciokrotnym spadkiem liczebności populacji w czasie trzech pokoleń, postępującym niszczeniem środowiska życia i przewidywanym dalszym pogorszeniem sytuacji. Do zagrożeń IUCN zalicza destrukcję siedlisk związaną z wylesianiem, rolnictwem żarowym, górnictwem oraz polowaniami. Wylesianie na Madagaskarze postępuje. Liczebność gatunku cały czas spada. Populacja na Nosy Mangabe wydaje się zbyt duża jak na niewielki rozmiar wyspy, o czym świadczyć mają mniejsze średnie masy ciała samic 2,49 kg wobec ponad 3 kg na głównej wyspie. Badanie z 2007 roku w Manombo nie wykryło populacji, co wskazuje na jej niewielki rozmiar i że nie doszła do siebie po cyklonie w 1997 roku, w czym przeszkodziły polowania i niszczenie pozostałych siedlisk.
Gatunek ten, jak wszystkie lemurowate, jest objęty konwencją CITES (załącznik I).
Występuje na terenach chronionych takich jak Park Narodowy Ranomafana.